# Arne går under
Arne går under er en dukketeaterforestilling, der i 2016 vandt to Reumertpriser  for iscenesættelse og scenedesign. Den er instrueret af Rolf Heim og skrevet af Mikkel Trier Rygård der vandt Bådteatrets Dramatik Konkurrence med den.